# Calle de la Amnistía
La calle de la Amnistía es una vía pública de la ciudad española de Madrid, situada en el barrio de Palacio, distrito Centro.

## Descripción
La vía, que se habría abierto en el año 1836, discurre desde la confluencia de la calle del Espejo con la de la Independencia hasta la plaza de Ramales. Recuerda con su título a la amnistía que se concedió al final de la vida del rey Fernando VII de España. Aparece descrita en Las calles de Madrid (1889) de Hilario Peñasco de la Puente y Carlos Cambronero con las siguientes palabras:

Amnistia. Comienza en la calle del Espejo y termina en la de Ramales. Comprende parte de la antigua plaza de Santa Clara. Su apertura data de 1836. Llámase esta calle de la Amnistía en memoria de la que se dió después de la muerte de Fernando VII.
(Peñasco de la Puente y Cambronero, 1889, p. 58)